# Defensor universitario
El Defensor Universitario en España es una institución definida como garante de los derechos y libertades de los miembros de las respectivas universidades cuya misión principal es precisamente la defensa de los derechos y libertades de los estudiantes, profesores y trabajadores si entienden que han sido lesionados los mismos por parte de la administración universitaria.
La figura del Defensor Universitario viene recogida en la Disposición adicional decimocuarta de la Ley Orgánica 6/2001, de 21 de diciembre, de Universidades:

Disposición adicional decimocuarta. Del Defensor Universitario. Para velar por el respeto a los derechos y las libertades de los profesores, estudiantes y personal de administración y servicios, ante las actuaciones de los diferentes órganos y servicios universitarios, las Universidades establecerán en su estructura organizativa la figura del Defensor Universitario. Sus actuaciones, siempre dirigidas hacia la mejora de la calidad universitaria en todos sus ámbitos, no estarán sometidas a mandato imperativo de ninguna instancia universitaria y vendrán regidas por los principios de independencia y autonomía.

Corresponderá a los Estatutos establecer el procedimiento para su elección o designación, duración de su mandato y dedicación, así como su régimen de funcionamiento.

## Régimen jurídico
Ley 6/2001, de 21 de diciembre, de Universidades (B.O.E. 24/12/2001), modificada por la Ley Orgánica 4/2007, de 12 de abril, (B.O.E. 13/04/2007).

### Incompatibilidad
- Depende de cada Universidad, pero suele ser incompatible con la pertenencia a otros Órganos de Gobierno o cargos univpersonales. En algunas Universidades no puede optarse al cargo de Rector inmediatamente tras cesar en el de Defensor.

## Adjuntos
Suele tener libertad para la elección de sus Adjuntos, lo que depende de los Estatutos de cada Universidad

### Personal Docente e Investigador
Especializado en aquellos casos referidos a este Sector de la comunidad universitaria

### Estudiantes
No siempre existe un Adjunto específico para alumnos pero en aquellas universidades en que sí lo hay, se responsabiliza de los temas recibidos de este colectivo mayoritario

### Personal de Administración y Servicios
Especializado en aquellos casos referidos a este Sector de la comunidad universitaria

## Nombramiento
- Requisitos: la ley establece que:

Disposición adicional decimocuarta. [...]

Corresponderá a los Estatutos establecer el procedimiento para su elección o designación, duración de su mandato y dedicación, así como su régimen de funcionamiento.

- Periodo: como norma general suele ser de 4 años aunque varía según los estatutos de ada Universidad
- Designación: por el Claustro Universitario por norma general y por amplia mayoría. En algunas universidades lo decide el rector o el Consejo Social.
- Toma de posesión: Ante el Rector de cada Universidad.
- Cese y sustituciones: Lo deciden los Estatutos correspondientes, aunque suele ser alguna de las siguientes: Por terminación de su mandato, a petición propia, por manifiesta imposibilidad de cumplir sus funciones o por acuerdo expreso del Claustro obtenido por una mayoría cualificada del mismo. En lo que respecta a la sustitución en caso de ausencia temporal, no hay una norma común pero en caso de existir un Vice Defensor, éste suele desempeñar sus funciones, debiendo quedar determinado en el Reglamento de Funcionamiento de la figura.

### Prerrogativas
- No está sujeto a mandato imperativo.
- No recibe instrucciones de autoridad.
- Desempeña funciones con autonomía.

## Funciones
Supervisa la actividad de la Universidad dentro de sus competencias y  remite las quejas correspondientes procurando mediar entre las partes en aquellos casos en que ello sea necesario

### Tramitación de las quejas
El procedimiento se puede iniciar de oficio o a instancia, y su fin es el esclarecimiento de los actos y resoluciones de la Administración universitaria, cada Universidad dispone de un Reglamento de funcionamiento de la figura del Defensor universitario que define todos los aspectos relacionados con la presentación formal de la queja o consulta pertinente.

### Informe anual
Realizará un informe anual que remitirá a la Claustro.

## Origen
En Europa la institución del Defensor Universitario (DU) tiene sus raíces en la figura del Ombudsman y en nuestro país en el Defensor del Pueblo y en las análogas instituciones autonómicas establecidas tras la Constitución de 1978. Se comparte con todas ellas los principios de independencia, confidencialidad, transparencia y defensa de los derechos como garante de la igualdad de las personas. Tras la entrada en vigor, en 1983, de la L.R.U. algunas universidades españolas, en uso de su autonomía, establecieron la figura del DU, aunque no fue hasta mediados de la década de los noventa cuando la institución empezó a extenderse. La aprobación en 2001 de la LOU introdujo de forma obligatoria la institución del DU en la estructura organizativa de las universidades, lo cual ha supuesto que en este momento la institución esté funcionando en 53 universidades públicas y privadas. La Reforma de la LOU de abril de 2007 mantiene al DU en los mismos términos que el texto anterior.
Asimismo, en distintos países europeos existe también la Institución del DU así como una Red europea (ENOHE), organizadora de Congresos anuales lo cual facilita el contacto e intercambio de experiencias. En este contexto, España es el país de la UE que ofrece una mayor presencia y tradición de la institución, habiéndose convertido, en esta área, en referencia innovadora en la construcción del Espacio Europeo de Educación Superior (EEES).

## Organización
Desde el 26 de octubre de 2007, los Defensores Universitarios Españoles cuentan con una Asociación la Conferencia estatal de Defensores Universitarios
 que sirve de instrumento jurídico y de canal de comunicación con la Administración.
La Asociación cuenta con 54 miembros (datos a 24 de diciembre de 2010)

## Defensores universitarios
- Listado completo y actualizado de todos los Defensores Universitarios de las Universidades Españolas